# Gautier II de Vexin
Pour les articles homonymes, voir Gautier II.
Gautier (Walthar) II de Vexin, dit le Blanc, mort entre 1017 et 1024, fut comte de Vexin, de Mantes, d'Amiens et de Valois. Il était fils de Gautier Ier, comte de Vexin, d'Amiens et de Valois, et une certaine Adèle, dont nous ne savons rien.

## Comte de Vexin, de Valois et d'Amiens
Vers 1006, il exempte les abbayes de Jumièges et de Sainte-Wandrille, ce qui montre de bonnes relations avec le duché de Normandie et l'évêché de Rouen. Il négocia également le mariage de son fils avec la sœur du roi d'Angleterre, réfugié à la cour de Normandie en 1013.
Il meurt entre 1017 et 1024, à une époque où le roi Robert II de France et Eudes II, comte de Blois, de Troyes et comte de Meaux se brouillent, ce qui a pu orienter le partage entre ses deux fils : Amiens et le Vexin pour Dreux, qui reste fidèle au Capétien, et le Valois pour Raoul, qui se rapproche du Champenois.
Il avait épousé vers 980 une certaine Adèle, dont nous ne savons rien, et fut le père de :
- Oda, mariée à Hugues Ier, comte de Meulan ;
- Dreux (Drogo) de Vexin († 1035), comte d'Amiens et de Vexin ; marié à Godgifu et père de Gautier III († 1063, sans postérité de sa femme Biote du Maine) ;
- Foulques Ier (° v. 995 † 1030), évêque d'Amiens ;
- Raoul III de Vexin († 1038), comte de Valois ; marié à Adèle de Breteuil et père de Raoul IV, comte de Valois vers 1038, puis en 1063 d'Amiens et de Vexin, père lui-même par sa femme Adèle (Aelis) comtesse de Bar-sur-Aube, entre autres enfants, 
  - du comte saint Simon ; et d'Adélaïde (épouse d'Herbert IV de Vermandois puis de Thibaud III de Blois : Postérité des deux noces ; héritière du Valois, d'Amiens en partie et de Bar-sur-Aube, le Vexin étant passé au roi Philippe en 1077) ;
- Guy.

## Comte de Gâtinais?
Gautier le blanc avait un frère nommé Geoffroy, cité en 987, qui est identifié à Geoffroy Ier, comte de Gâtinais. Ce Geoffroy meurt vers 992-997, laissant un fils en bas âge. Le Gâtinais est alors tenu par un comte dont on ignore le nom complet, le document le mentionnant en 997 indiquant un nom commençant par Wal... Ce comte est identifié à Gautier II le Blanc, qui aurait été ainsi également comte de Gâtinais. Après lui, le Gâtinais est tenu par Aubry le Tors, fils de Geoffroy, cité pour la première fois en 1006.

## Sources
- (fr) Pierre Bauduin, La Première Normandie (Xe – XIe siècles), Caen, Presses Universitaires de Caen, 2004, 474 p. [détail des éditions] (ISBN 2-84133-145-8).
- (fr) Édouard de Saint-Phalle, « Les comtes de Gâtinais aux Xe et XIe siècles », dans Onomastique et Parenté dans l'Occident médiéval, Oxford, Linacre College, Unit for Prosopographical Research, coll. « Prosopographica et Genealogica / 3 », 2000, 310 p. (ISBN 1-900934-01-9), p. 230-246.